# Miletus valeus
Miletus valeus är en fjärilsart som beskrevs av Hans Fruhstorfer 1913. Miletus valeus ingår i släktet Miletus och familjen juvelvingar. Inga underarter finns listade i Catalogue of Life.